# Doppelkonzert (Brahms)

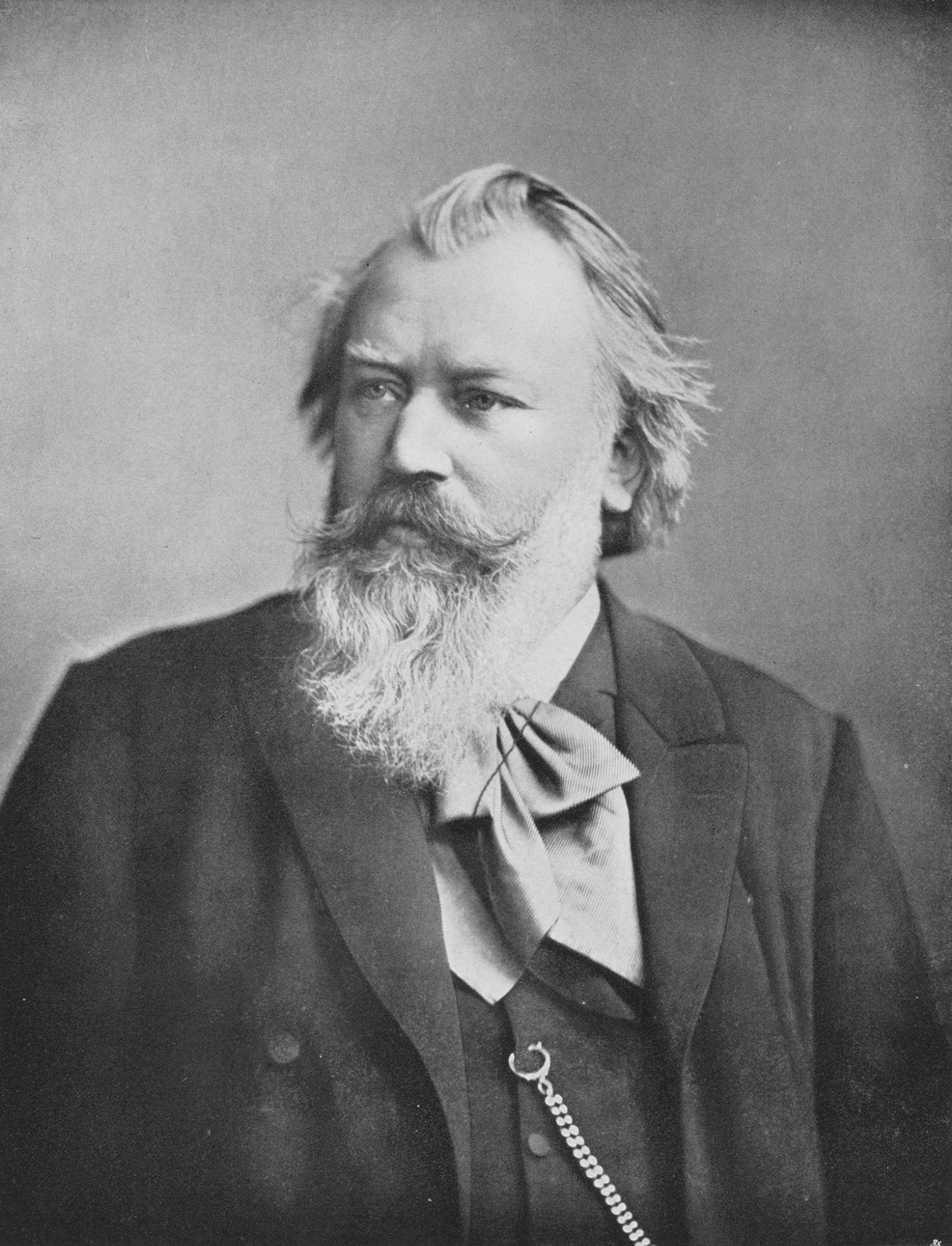
Johannes Brahms, 1889

Das Doppelkonzert a-Moll für Violine, Violoncello und Orchester op. 102 des deutschen Komponisten Johannes Brahms (1833–1897) ist ein wichtiger Beitrag für die in der Spätromantik kaum gepflegte Instrumentalgattung Doppelkonzert bzw. Sinfonia concertante. Brahms komponierte sein letztes Orchesterwerk 1887 in der Schweiz, im selben Jahr wurde es in Köln mit den Solisten Joseph Joachim und Robert Hausmann uraufgeführt.

## Entstehung, Uraufführung und Rezeption
Vielfach wird darauf hingewiesen, dass Johannes Brahms mit seinem Doppelkonzert versuchte, die stark abgekühlte Verbindung zu dem befreundeten Geiger Joseph Joachim wiederzubeleben. Brahms hatte 1880 bei der Scheidung Joachims von seiner Frau Amalie für diese Partei ergriffen, was ihm Joachim nachhaltig verübelte. Das Werk steht aber auch in einer kompositorischen Konsequenz: Brahms schrieb während seines Sommeraufenthalts 1886 im schweizerischen Thun mehrere Instrumentalwerke für Violine bzw. Cello (2. Cellosonate F-Dur op. 99, 2. Violinsonate A-Dur op. 100, 3. Klaviertrio c-Moll op. 101). Das Doppelkonzert a-Moll für Violine, Violoncello und Orchester op. 102 wurde im darauffolgenden Jahr 1887 bei einem erneuten Sommeraufenthalt in Thun komponiert. Auch hatte der Cellist Robert Hausmann Brahms schon Jahre zuvor um ein Konzertstück für Violoncello gebeten. Dem Brahms-Biographen Max Kalbeck zufolge ging in dem Werk Material zu einer geplanten 5. Sinfonie auf, was jedoch als Spekulation gelten muss, die weder durch Werkmanuskripte noch Werkgestalt gestützt wird.
Am 24. Juli 1887 schrieb Brahms aus Thun an Joachim: „[…] mache Dich auf einen kleinen Schreck gefasst! Ich konnte derzeit den Einfällen zu einem Konzert für Violine und Violoncello nicht widerstehen, so sehr ich es mir auch immer wieder auszureden versuchte. […] Vor allem aber bitte ich in aller Herzlichkeit und Freundlichkeit, daß Du Dich nicht im geringsten genierst. Wenn Du mir eine Karte schickst, auf der einfach steht: ‚ich verzichte‘, so weiß ich mir selbst alles Weitere und genug zu sagen. […]“
Joachim reagierte positiv, so dass Brahms ihm bereits wenige Tage später die Solostimmen zusandte. Am 23. September 1887 kam es in Baden-Baden zu einem ersten Probedurchspiel mit Orchester vor wenigen geladenen Gästen (darunter Clara Schumann) mit den Solisten Joseph Joachim und Robert Hausmann; den Orchesterpart übernahm das Baden-Badener Kurorchester unter Leitung von Brahms. Die Uraufführung – mit denselben Solisten und wiederum unter Brahms’ Leitung – fand am 18. Oktober 1887 im Kölner Gürzenich mit dem Gürzenich-Orchester statt.
Die Aufnahme des Werks im Brahmsschen Freundeskreis war gespalten, ähnlich auch die öffentlichen Beurteilungen. Hans von Bülow, Dirigent der Berliner Erstaufführung am 6. Februar 1888, bezeichnete es als „famose Komposition“. Clara Schumann konstatierte: „[…] Als Composition ist es höchst interessant, geistvoll… es ist aber nirgends ein so frischer warmer Zug als in Vielen andern seiner Sachen.“ Während Joachim 1903 feststellte: „[…] möchte ich seinem Doppelkonzert fast den Vorrang vor dem Violinkonzert zugestehen“, äußerte Theodor Billroth gegenüber Eduard Hanslick: „Trostlos, langweilig, die reine Greisenproduktion.“
Der Erstdruck erschien 1888 im Verlag N. Simrock, Berlin.

## Werkbeschreibung

### Besetzung und Aufführungsdauer
Das Doppelkonzert verlangt neben Solovioline und Solocello folgende Orchesterbesetzung: 2 Flöten, 2 Oboen, 2 Klarinetten, 2 Fagotte, 4 Hörner, 2 Trompeten, Pauken und Streicher.
Die Aufführungsdauer beträgt etwa 32 bis 35 Minuten.

### Musik
Das Doppelkonzert von Brahms, zwei Jahre nach seiner 4. Sinfonie entstanden, ist das letzte Orchesterwerk des Komponisten. Formal ist es – anders als das viersätzige 2. Klavierkonzert – wieder an der gängigen dreisätzigen Konzertform orientiert. Die Besetzung mit zwei Solisten und Orchester weist auf die Doppelkonzerte der Barockzeit und die Sinfonia concertante der Klassik zurück, das Werk hebt sich aber in seiner starken Verzahnung der Solistenparts mit dem Orchestersatz davon ab. Das motivisch-thematische Material wird in für den Komponisten typischer Weise mit großer Ökonomie verarbeitet.

#### I.Allegro
Der breit angelegte, dicht gearbeitete Kopfsatz wird durch eine viertaktige Tutti-Einleitung eröffnet, der sich eine kadenzartige Einleitung der beiden Solisten anschließt, bevor die eigentliche Tutti-Exposition folgt. Das von den Bläsern intonierte Seitenthema spielt deutlich auf den Beginn des 22. Violinkonzerts a-Moll von Giovanni Battista Viotti an, eines Werks, das sowohl Brahms wie auch Joseph Joachim sehr schätzten. Die Durchführung wird von den Solisten dominiert. In der Reprise wendet sich das Seitenthema nach A-Dur, bevor eine knappe Coda den Satz wieder in a-Moll beschließt.

#### II.Andante
Der Satz ist dreiteilig und beginnt in D-Dur. Auf zwei aufsteigende Quarten in Holzbläsern und Hörnern folgt ein gesangliches Hauptthema. Beide Solisten werden häufig in parallelen Oktaven geführt. Der Mittelsatz in F-Dur speist sich aus einem choralartigen Holzbläserthema. Auf die Wiederholung des variierten D-Dur-Teiles folgt eine Coda, der das thematische Material des Mittelteils zugrunde liegt.

#### III.Vivace non troppo
Hier wird die Form eines Sonatenrondos verwendet, der Ablauf entspricht dem Schema A-B-A1-C-A2-B2-A3. Bestimmend ist ein einprägsames unruhig-tänzerisches Thema, das zunächst vom Solocello angestimmt wird. Der in a-Moll beginnende Satz nicht ohne dramatische Episoden und mit teils „ungarisierend“ wirkenden Terzen- und Sextgängen wandelt sich zunehmend in freundlicheren Dur-Charakter und schließt mit einer kurzen, wirkungsvollen Coda in A-Dur.